# Аширов, Нафигулла Худчатович
Нафигулла́ Худча́тович Аши́ров (род. 10 сентября 1954, Юрты Тачимовские, Тобольский район, Тюменская область) — советский и российский мусульманский деятель, муфтий, председатель Духовного управления мусульман Азиатской части России.

## Биография
Родился 10 сентября 1954 года в сибирскотатарской семье в селе Юрты Тачимовские (аул Шульгун) Тобольского района Тюменской области.
Окончил областной техникум культуры. В ранние годы привлекался к уголовной ответственности за разбой, хулиганство и нанесение тяжких телесных повреждений (ст. 206 и ст. 145 УК РСФСР).
По информации Главного информационного центра МВД Российской Федерации Аширов Нафик Худчатович, 10.09.54 года рождения, дважды осуждался народным судом города Тобольска Тюменской области. Первый раз — 29 ноября 1971 года по ч.2 ст. 145 УК РСФСР к 3 годам лишения свободы. Освобожден условно по определению суда города Тобольска от 27.04.72 года. Второй раз — 6 мая 1972 года по ч.2 ст. 206 УК РСФСР к 2 годам 6 месяцам лишения свободы, в силу ст. 41 УК РСФСР присоединен неотбытый срок по приговору 29.11.71. Общий срок составил 3 года лишения свободы. Освобождён 15.02.77 года по отбытии срока.
В 1979 году после открытия в Тобольске мечети стал заниматься религиозной деятельностью. Начальное религиозное образование получил в частном порядке у местного имама мечети. Был муэдзином. Мусульманской общиной был избран имам-хатыбом (настоятелем) мечети.
В 1980 году по ходатайству общины мусульман был послан на учёбу в медресе Мири-Араб в Бухаре, которое являлось единственным исламским учебным заведением, где получали религиозное образование мусульмане всего СССР.
В 1987 году поступил на работу в Духовное управление мусульман европейской части СССР и Сибири (ДУМЕС); был секретарём, затем — управляющим делами ДУМЕСа, являлся членом Совета улемов и членом президиума ДУМЕС.
В 1990 году был направлен в Алжир, где проходил обучение в г. Константина в Исламском университете имени Амира Абдель-Кадира по специальности «Исламский призыв». Однако, в июне 1992 года, после двух лет обучения, был вынужден оставить вуз, так как ДУМЕС заблокировал продление визы.
В 1992 году после возвращения из Алжира занял пост заместителя Председателя ДУМЕС — верховного муфтия Талгата Таджутдина. В августе 1992 году Талгат Таджутдин отстранил 9 имамов-мухтасибов, в том числе Аширова. Его Таджутдин грозился сослать на работу в Тобольск.
21 августа того же года был одним из лидеров учредительного съезда независимого от ДУМЕС Духовного управления мусульман Республики Башкортостан (ДУМ РБ), став первым заместителем Председателя.
В 1993—1994 годах редактировал газету Духовного управления мусульман Башкортостана и Исламского центра «Дават».
Как альтернатива ДУМЕСу (в ноябре 1992 году переименованному в Центральное духовное управление мусульман — ЦДУМ) противниками Талгата Таджутдина был создан Высший координационный центр Духовных управлений мусульман России (ВКЦ ДУМР) — по инициативе казанского муфтия Габдуллы Галиуллина, муфтия Башкирии Нурмухаммеда Нигматуллина и имама Саратова Мукаддаса Бибарсова. Председателем исполнительного комитета ВКЦ ДУМР стал Габдулла Галиуллин, резиденцией ВКЦ ДУМР была определена Казань. Нафигулла Аширов стал его первым заместителем. 2 февраля 1994 ВКЦ ДУМР был зарегистрирован Минюстом России.
В 1993—1994 Габдулла Галиуллин фактически отошёл от активности в рамках ВКЦ ДУМР, новым председателем исполкома ВКЦ ДУМР был в 1995 году избран Н. Аширов.
В 1995 году Н. Аширов участвовал также в создании Союза мусульман России (СМР), вошёл в состав его совета.
В октябре 1996 вместе с Абдул-Вахедом Ниязовым при поддержке московского представителя ЦДУМ Рустема Валиева Аширов предпринял попытку сместить имама московской Исторической мечети Махмуда Велитова — покровителя конкурирующего с СМР движения «Нур». Новым имамом предполагали сделать ставленника Таджутдина Рамиля Аляутдинова, его заместителем — Фарида Сейфуллина, тестя Ниязова. М.Велитова поддержал руководитель Духовного управления мусульман центра Европейской России (ДУМЦЕР, с 1999 — ДУМЕР) и председатель созданного летом 1996 Совета муфтиев России московский муфтий Равиль Гайнутдин. Попытка сместить М.Велитова потерпела неудачу, а временный тактический союз московских сторонников Таджутдина с Ашировым и Ниязовым после провала этой интриги сразу же распался.
В августе 1997 года Н. Аширов вместе с Абдул-Вахедом Ниязовым, Галимзятом Бикмулиным и другими на конференции в Тобольске учредил и возглавил межрегиональное Духовное управление мусульман Сибири и Дальнего Востока, вошедшее в ВКЦ ДУМР. На первых порах к нему присоединилось и существовавшее с советских времен и входившее в ЦДУМ Духовное управлением мусульман Сибири (Сибирский муфтият в Омске) муфтия Зулькарная Шакирзянова (в 1999 году Сибирский муфтият вернулся в ЦДУМ). Н. Аширов был избран верховным муфтием Духовного Управления мусульман Азиатской части России (ДУМ АЧР).
В 1997 году Н. Аширов активно выступал против принятия Госдумой нового закона «О свободе совести и религиозных организациях в России», отменившего прежний, более либеральный.
В 1998 году Нафигулла Аширов помирился с Равилем Гайнутдином и, оставаясь председателем исполкома ВКЦ ДУМР, вошёл в Совет муфтиев России (СМР) на правах сопредседателя.
14 декабря 1998 года зарегистрировал в Минюсте свой альтернативный сибирский муфтият под измененным названием — Духовное управление мусульман Азиатской (части) России (ДУМАР или ДУМАЧР).
13 февраля 1999 года провёл в Тюмени съезд мусульман Сибири и Дальнего Востока под эгидой ДУМАЧР — в противовес съезду сибирских сторонников Таджутдина во главе с З.Шакирзяновым 11 февраля 1999 в Омске под эгидой ДУМС.
Утром 9 декабря 1999 был арестован, квартира была подвергнута обыску на предмет нахождения оружия. Вечером в тот же день после 3-часового допроса в Лефортове (по поводу подозреваемых в совершении терактов) отпущен. В тот же день задерживался бывший муфтий Карачая Мухаммед Биджи-улла.
В августе 2000 года в Омске был проведен 2-й курултай мусульман азиатской части России, на котором предполагалось объявить о создании «стратегического союза Общероссийского общественно-политического движения „Рефах“ с партией „Единство“ и Ассоциацией народов России». Во время съезда Омским управлением ФСБ был арестован назначенный Ашировым имам г. Ишима (Тюменская область) узбекский гражданин Бурхон Акбар-Хаджиевич Хаджи Худжаев, обвиняемый в подготовке покушения на узбекского президента Ислама Каримова.
10 октября 2001 на «круглом столе» «Россия, ислам, глобализация» заявил, что человечество содрогается от ужасов американской агрессии в Афганистане, которая является прямым следствием глобализации. Также Аширов подверг резкой критике многие негативные стороны западной цивилизации: «Мать выбрасывает ребенка в мусоропровод — это цивилизация?! Нудисты, легализация наркотиков, однополые браки — это цивилизация?!» По его мнению, цивилизация не должна измеряться западными мерками, а России с такой «цивилизацией» не по пути. Главными террористами он назвал США, Великобританию и Израиль.
В 2001 году Нафигулла Аширов выступил в поддержку афганского радикального движения «Талибан», представлявшего тогда несомненную угрозу для геополитических интересов России в Средней Азии.
В 2001 году Н. Аширов оказался единственным мусульманским лидером России, кто одобрил вандализм талибов, разрушивших в марте 2001 г. все буддийские, индуистские и античные памятники культуры в Афганистане, тем самым он вызвал протесты буддистов России.
В 2002 году Н. Аширов и Гейдар Джемаль прямо высказались в поддержку использования «шахидов»-смертников в освободительной войне на Ближнем Востоке.
В декабре 2005 года поддержал предложение Гейдара Джамаля убрать с Герба России крест, а также самостоятельно предложил убрать поклонные кресты из городов и иконы из кабинетов, мотивируя это тем, что Россия — это светское и многоконфессиональное, а не исключительно православное государство:

На самом деле речь идет не только о гербе, — сказал Аширов. — Поклонные кресты ставят на пограничных заставах и въездах в города, в кабинетах висят иконы. Давайте построим везде тогда одновременно мечети, синагоги, костёлы, пагоды. И тогда дойдем до абсурда.
Председатель Совета муфтиев Равиль Гайнутдин в свою очередь выступил с заявлением, в котором осудил призывы к изменению существующего герба России. Он отметил, что Россия является светским государством и российские мусульмане относятся с уважением к государственной символике, которую приняла Государственная Дума и утвердил Президент России. Муфтий подчеркнул, что не видит в существующем гербе ничего оскорбительного для ислама. А также сказал, что попытки внести изменения в сложившуюся символику приведут к росту напряженности в многонациональном и многоконфессиональном российском обществе.
В 2005 года написал заключение об идеологической платформе запрещённого в России решением Верховного суда РФ в 2003 году международного исламского движения «Хизб-ут-Тахрир», которое было опубликовано на сайте общества «Мемориал» Аширов предоставил «Мемориалу» по просьбе сотрудников текст своего экспертного заключения, составленного на основе изучения четырех брошюр, нередко изымаемых при обысках: «Система ислама», «Исламская личность», «Хизб ут-Тахрир» и «Концепция Хизб ут-Тахрир». Аширов пришел к выводу, что в указанной литературе не содержится положений, которые можно было бы трактовать как призывы к насилию, межрелигиозной розни, ущемлению религиозных чувств или человеческого достоинства представителей других конфессий. По его мнению, в этих изданиях излагаются теоретические рассуждения о том, какими путями может быть построено общество, которое во всех своих проявлениях — от быта до общественно-политического устройства — исходило бы из законов шариата. Однако по требованию прокуратуры заключение Аширова было удалено с сайта «Мемориала». Выполнив требование прокурора, «Мемориал» с тех пор судится с прокуратурой
В декабре 2005 года Н. Аширов совместно с Советом муфтиев подверг резкой критике книгу Романа Силантьева «Новейшая история исламского сообщества России». Одной из причин для критики явились нелицеприятные факты из ранней биографии Аширова, упомянутые в критикуемой им книге.
3 марта 2006 года прокуратура Москвы вынесла «предостережение о недопустимости нарушений закона» сопредседателю Совета муфтиев России, председателю ДУМАЧР, Нафигулле Аширову. Предупреждение связано с «распространением пропагандистской информации о запрещенной в России организации „Хизб ут-Тахрир“». Так, в указанном тексте прокуратура утверждала, что в высказываниях Аширова пропагандируются идеи и идеология партии «Хизб ут-Тахрир», идея создания Халифата в России, и, используя свой авторитет, Нафигулла Аширов пропагандирует идеи сопротивления «незаконным» (с его точки зрения), действиям исполнительной и судебной властей Российской Федерации", — сказано в документе.
22 февраля 2007 года Нафигулла Аширов негативно отнёсся к попыткам ввести обязательное преподавание «Основ православной культуры» в российской средней школе, сказав, что это «одно из проявлений ползучей христианизации», а Русскую церковь назвал «узконациональной конфессией», которая занимается «беспардонным лоббированием» своих интересов. Также Аширов выступил против права родителей самостоятельно выбирать и решать, какие предметы должны изучать их дети, сравнив таковое с правом родителей выбрать преподавание «Майн Кампф». Он обосновал свои слова тем, что введение в школе этого предмета противоречит конституционному принципу отделения церкви от государства. Тогда же Аширов принёс извинения православной общественности за некоторые свои некорректные высказывания:

Выражая искреннее сожаление в связи с невольно причиненной обидой православной общественности, связанной с недостаточно точной интерпретацией моего мнения о преподавании «ОПК» в рамках обязательной школьной программы, приношу свои глубокие извинения.

27 февраля 2007 года Федерация еврейских общин России выступила с жёсткой критикой по отношению к Н. Аширову, поводом для которой стало высказывание Аширова во время акции протеста в Москве против раскопок близ мечети Аль-Акса, где муфтий назвал израильтян «раковой опухолью».
По поводу заявлений ФЕОР Аширов сказал следующее:

Федерации еврейских общин России надо самой определиться — считает ли она себя сионистской организацией? Если они ассоциируют себя с сионистами, то ни один добропорядочный мусульманин с ними общаться не будет, потому что сионисты творят преступления в Палестине. Если ФЕОР поддерживает эти античеловеческие преступления, как с ними общаться?!
4 марта 2008 года Н. Аширов на презентации книги Сергея Комокова «Ваххабит» резко осудил агрессию Государства Израиль против палестинского народа и даже сравнил сионистскую идеологию с фашизмом и раковой опухолью. Аширова поддержал Председатель Духовного управления мусульман Карелии, член Совета муфтиев России Висам Али Бардвил:

«Назвав сионизм одной из форм фашизма, Аширов сказал чистую правду, но при этом он не сказал ни одного отрицательного слова о евреях или о самом иудаизме»
 А также Гейдар Джемаль: 

— То есть Вы, как мусульманский политический деятель, политический философ согласны с определением, озвученным муфтием Ашировым? И оно является аутентичным взглядом мусульман на данную проблему?
— Абсолютно согласен. Все мусульмане солидарны в том, что сионизм является националистической, фашистской и расистской идеологией.
 Это сравнение Аширова вызвало возмущение в ряде еврейских организаций России. С протестом против высказываний Н. Аширова 6-7 марта выступили Федерация еврейских общин России раввина Берла Лазара, Председатель Конгресса еврейских религиозных организаций и объединений в России (КЕРООР) раввин Зиновий Коган, Российский еврейский конгресс, посол Израиля в РФ Анна Азари. 21 марта специальное заявление, резко осуждающее высказывания Н. Аширова, приняла комиссия Общественной палаты по межнациональным отношениям и свободе совести. Сам Н. Аширов в своих утверждениях заявляет, что опирался на определение сионизма, принятое XXX сессией Генеральной Ассамблеи ООН от 10 ноября 1975 года, где эта идеология была названа «формой расизма и расовой дискриминации». При этом он утверждает, что нужно разделять понятие «сионизм» и еврейский народ:

Человеку со средним уровнем образования известно, что евреи — это народ, который наравне с другими народами создан от Адама и Евы (пусть будет мир над ними), и никакого неразрывного отношения к сионизму и его преступлениям, вопреки утверждениям руководства ФЕОР, не имеет.

Также общеизвестно, что среди еврейского народа были и есть выдающиеся религиозные и общественные деятели, политики, ученые, которые резко осуждали и продолжают осуждать преступления сионистских сил. И произвольно расширять понятие «сионизм» до размеров «еврейского народа» абсолютно неприемлемо.

В мае 2008 года Н. Аширов после посещения избитой националистами в московском метро мусульманки Юлдуз Хакназаровой призвал мусульман, живущих в крупных российских городах, объединяться с целью создания отдельных кварталов, где они и будут совместно проживать. По мнению сопредседателя Совета муфтиев России, такое объединение станет одним из средств самозащиты от нападений националистов. Это заявление вызвало поток критики как в среде мусульман, так и представителей других конфессий России.
В том же году Аширов поднял вопрос нехватки мечетей в Москве, предложив мусульманам организовывать пятничные молитвы в квартирах, офисах и т. п. Ещё в 2006 году Аширов призывал увеличить количество мечетей в 10 раз доведя общее количество до 30-40. В ноябре 2010 года Аширов отмечал, что поскольку в Москве нет свободных земельных участков и отношение к мусульманам со стороны москвичей не всегда благожелательное, то лучше помимо мечетей строить молельные дома. Аширов отметил, что очень доволен тем, что в районе Тестильщиков не было дано одобрение управы на строительство мечети, поскольку это позволяет обратить внимание на сам факт малого количества мечетей. Также Аширов упрекнул имамов из азиатской части России в их нежелании отправлять студентов учиться в медресе, связав это нежелание со страхом быть менее грамотными, чем новоиспечённые выпускники.
14 января 2009 года Н. Аширов выступил с критикой действий Израиля в секторе Газа, где сказал, что Палестина превращается в концлагерь:

На глазах у международного сообщества творится преступление против мирных граждан Палестины. Сегодня сектор Газа фактически превращен в концлагерь, который человечество в своей истории ещё не видело… блокада, воздушные налеты, наземные операции вызывают содрогание… Если бы резолюции ООН о создании Палестинского государства и Израиля были бы реализованы, а Израиль не оккупировал ту территорию, на которой предполагалось создание Палестинского государства, то не было бы трагедии, которая происходит не один десяток лет… Израиль должен остановить свою агрессию… какие бы решения ни предпринимало нынешнее руководство Израиля, они ведут к дестабилизации всего мирового сообщества…
В ответ Федерация еврейских общин России в лице руководителя Департамента общественных связей ФЕОР Борух Горин заявила следующее:

Господин Аширов занимался, занимается и, судя по всему, будет профессионально заниматься спекуляциями. Это человек, который жонглирует словами, не понимая их смысла… концлагерь — это территория ограниченного передвижения с вышками, колючей проволокой и надзирателями, которые запрещают эту территорию покидать… Если господин Аширов считает ХАМАС надзирателями сектора Газа, то тогда это действительно концлагерь, но тогда это концлагерь ХАМАС. Все остальные аллегории с Холокостом, лагерями, газовыми камерами и так далее — плод больного воображения господина Аширова, и комментировать это должны соответствующие специалисты… сценарий номер два: что господин Аширов — провокатор, спекулирующий терминами, которые он хорошо понимает, и тогда его провокациями должны заниматься его коллеги и соответствующие структуры… В любом случае комментировать саму суть его заявлений большого смысла не имеет, потому что заявления эти бессмысленны…
1 июля 2009 года Министерство юстиции внесло 3 брошюры, выпущенные под редакцией муфтием Дальнего востока от ДУМАЧР назначеннымм Н. Ашировым, Дамиром Ишмухамедовым (Абу Ахмад Абдуллах ибн Джамиль) (г. Владивосток) в списки запрещённой экстремистской литературы:
378. Брошюра «Это харам. Самые большие грехи в исламе», автор Махаммад Салих аль-Мунаджжит в редакции имам-хатыба г. Владивостока: Абу Ахмада Абдуллаха ибн Джамиля (решение Фрунзенского районного суда г. Владивостока Приморского края от 13.04.2009). 
 379. Брошюра «Закят. Его место в исламе. Пост в Рамадане, его значение для мусульман», авторы Э. Кулиев и Д. Бадави в редакции имам-хатыба г. Владивостока: Абу Ахмада Абдуллаха ибн Джамиля (решение Фрунзенского районного суда г. Владивостока Приморского края от 13.04.2009). 
 380. Книга Мухаммад бин Джамиль Зину «Исламская Акида (вероучение, убеждение, воззрение) по Священному Корану и достоверным изречениям пророка Мухаммада» (решение Фрунзенского районного суда г. Владивостока Приморского края от 09.07.2008).
14 января 2010 года Н. Аширов был уличён в контрабанде долларов и задержан в аэропорту «Домодедово». Как сообщает агентство «Интерфакс» со ссылкой на источник в правоохранительных органах, сотрудники милиции обнаружили у муфтия при прохождении регистрации на рейс Москва-Каир 35 тысяч незадекларированных долларов. По словам источника, валюта была обнаружена в личных вещах Аширова, хотя он заявил, что у него нет с собой денег.

## Общественная и преподавательская деятельность
Шейх Нафигулла Аширов является почётным членом попечительского Совета Международной организации «Исламский призыв», со штаб квартирой в г. Хартуме (Судан). Также является членом попечительского Совета созданной в 2000 г . «Европейской Исламской Конференции», объединившей исламские организации стран Европы. Участвует во многих международных конференциях и симпозиумах, встречается с лидерами ведущих исламских стран и руководителями международных исламских организаций. При его участии подписаны ряд соглашений о сотрудничестве между мусульманскими организациями России, зарубежными исламскими фондами и организациями, через которые инициировал строительство мечетей и медресе в различных регионах РФ.
При сотрудничестве с международными исламскими Университетами вносит большой вклад в подготовку богословских кадров. Активно поддерживает идею исламского единства братства при наличии различных религиозных школ. При его содействии в Москве открыт и поныне действует Исламский колледж «Расул- Акрам», где обучаются студенты со всех концов РФ. Пять раз возглавлял группы российских паломников в Хадж в Благословенную Мекку.
В то же время известны случаи, когда Аширов не предоставлял в срок отчётность по использованию денежных средств выделенных Фондом поддержки исламской культуры, науки и образования. Так советник Администрации Президента РФ, член правления фонда Алексей Гришин в интервью газете «Ислам минбаре» сказал следующее: 

Среди тех, кто даже не пытался отчитываться перед фондом за использованные средства, есть даже один муфтий. Речь идет о председателе Духовного управления мусульман азиатской части России Нафигулле Аширове, получившем грант в 2007 году— Нафигулла Аширов - единственный муфтий, который не отчитался за грант Фонда поддержки исламской культуры, науки и образования//Интерфакс-Религия,12.02.2009 г.

## Семья
Нафигулла Аширов женат, имеет семеро детей.

## Сайт и социальные сети
Страница на Facebook
Страница в Instagram
Канал в Telegram